# William Holmes
William Holmes (n. 14 ianuarie 1936, Kingston upon Hull, Anglia, Regatul Unit) este un ciclist britanic, medaliat olimpic. A participat la 2 ediții ale Jocurilor Olimpice (1956, 1960) în care a câștigat o medalie de argint.